# Esparron (Altos Alpes)
 Esparron  es una comuna y población de Francia, en la región de Provenza-Alpes-Costa Azul, departamento de Altos Alpes, en el distrito de Gap y cantón de Barcillonnette. Está integrada en la Communauté de communes de Tallard-Barcillonnette.

## Demografía
| 48 | 48 | 34 | 30 | 28 | 27 |
| Para los censos de 1962 a 1999 la población legal corresponde a la población sin duplicidades (Fuente: INSEE [Consultar]) |    |    |    |    |    |